# Порожки (Удомельский район)
Порожки — деревня в Удомельском городском округе Тверской области. 

## География
Деревня расположена на берегу реки Съежа в 13 км на север от города Удомля.

## История
Впервые упоминается в 1478 с 3 дворами и 2 обжами в составе Никольского Удомельского погоста во владычной волости Удомля. С 1859 Порожки - владение помещика М.И. Аракчеева, 8 дворов, 86 жит., в 1886 - 12 дворов, 89 жит., маслобойня, кузница, земское училище (осн. в 1870). Крестьяне занимались земледелием, лесозаготовкой, сплавом леса по р. Съежа, торговлей. 
В конце XIX — начале XX века деревня входила в состав Удомельско-Рядской волости Вышневолоцкого уезда Тверской губернии.
С 1929 года деревня входила в состав Рудеевского сельсовета Удомельского района Тверского округа Московской области, с 1935 года — в составе Калининской области, с 1994 года — центр Порожкинского сельского округа, с 2005 года — в составе Порожкинского сельского поселения, с 2015 года — в составе Удомельского городского округа.
В годы Советской власти в деревне располагалась центральная усадьба колхоза "Знамя Труда". 

## Население
| 1859 | 1886 | 1997 | 2002 | 2010 |
| ---- | ---- | ---- | ---- | ---- |
| 86   | ↗89  | ↗182 | ↘165 | ↘141 |

## Инфраструктура
В деревне имеются дом культуры, фельдшерско-акушерский пункт, отделение почтовой связи.